# Asesinato de Helena Jubany
El asesinato de Helena Jubany i Lorente (Barcelona, 27 de febrero de 1974 - Sabadell, 2 de diciembre de 2001) fue un homicidio cometido contra una joven bibliotecaria de 27 años que fue encontrada muerta en Sabadell el 2 de diciembre de 2001 después de ser lanzada al vacío en un patio interior, desnuda y con varias quemaduras en su cuerpo.
El caso se sobreseyó y no se llegó a celebrar el juicio. Nunca se llegaron a aclarar totalmente las circunstancias, el móvil ni los autores materiales del asesinato. El proceso sufrió ciertas irregularidades y la única persona acusada por los hechos nunca admitió la autoría y se suicidó mientras estaba en prisión. El 23 de marzo de 2020 el programa Crims de TV3 emitió un capítulo doble sobre este caso.

## Contexto
Helena Jubany era una periodista, bibliotecaria y escritora mataronina, vinculada a la actividad cultural y social de la comarca. Había iniciado su carrera profesional haciendo prácticas en El Punt del Maresme, en la Televisión de Mataró y en la librería Robafaves de la capital del Maresme. Desde el año 2000, trabajaba como bibliotecaria en Senmanat, donde se encargaba de la sección infantil. A raíz de este nuevo trabajo fue a vivir sola a un piso del barrio de la Creu Alta de Sabadell. Desde entonces, empezó a colaborar con la Sección Naturaleza de la Unión Excursionista de Sabadell.
El 17 de septiembre de 2001, Helena  encontró en el portal de su casa una botella de horchata y unos pastelitos con una nota escrita a mano y en catalán. La nota decía:

Helena, sorpresa.
Pasábamos por aquí y hemos dicho:
 A ver Helena que se explica.
 Somos ???? (Te llamaremos)
 “A comérselo todo”.

El hecho que fuera horchata no es banal, pues era su bebida preferida; el autor de la nota debía de saberlo. No se sabe si Helena lo comió o bebió, o no.
Días después, el 9 de octubre encontró un nuevo obsequio en la puerta de su casa, esta vez, zumo de melocotón Granini, acompañado de una segunda nota manuscrita donde se indicaba que se tomara con buen humor la anécdota, que pronto se revelaría el misterio. La nota decía:

Helena, ante todo esperamos que te tomes esto con el mismo sentido del humor que nosotros.
 A la tercera revelaremos el misterio. Muy seguro te echarás unas risas.
 Nos gustaría mucho volver a coincidir en una excursión de la UES.
 Ya lo hablaremos! 
Ahora vamos a ver si encontramos un lugar bueno, bonito y barato en Sabadell para perfeccionar el inglés.
Ah! Buen provecho, no nos hagas un feo, eh?!
 En la tercera ya nos invitarás tú, sin duda. Besos.”

Esta vez Jubany sí probó el zumo, pero al hacerlo se encontró indispuesta y no lo terminó. Intrigada, encargó un análisis en un laboratorio de Sabadell, donde se detectó que el zumo contenía benzodiazepina, un tipo de somnífero.

## Asesinato
Helena Jubany salió de casa el viernes 30 de noviembre a las doce del mediodía, después de haber estado trabajando en el ordenador, y ya no se presentó en la biblioteca de Senmanat, donde trabajaba. Según la investigación, aquel día habría recibido una llamada telefónica por la mañana y, al mediodía, habría salido de casa con el coche hasta la calle Calvet d'Estrella 48, de Sabadell. Allí, en el piso de dos conocidos suyos —Montse Careta, maestra, y Santi Laiglesia, abogado criminalista—, alguien la narcotizó, dejó inconsciente y secuestró. Una situación que se alargaría todo el sábado, según las investigaciones del sumario, elaborado por dos forenses que explican que pasan muchas horas hasta que el cuerpo elimina una sustancia como la benzodiazepina por la orina.
Posteriormente, aún con vida, la subieron hasta la azotea del mismo edificio, desde donde fue lanzada entre las tres y las cinco de la madrugada del día 2 de diciembre, con una dosis de somníferos 35 veces superior a la normal, pero no suficiente para causarle la muerte. Murió por defenestración e impacto contra el suelo, con 27 años. La autopsia confirmó que cuando fue lanzada, la víctima se encontraba en un estado de semi-coma.
El cuerpo cayó, chocando contra los tendederos, en el patio trasero del edificio; en realidad la finca vecina, que daba a la calle Güell i Ferrer, 91-97. Un vecino encontró el cadáver a las 9 de la mañana del mismo día 2, desnudo, con quemaduras en varios puntos del cuerpo y con la cabeza desfigurada a consecuencia del impacto contra el suelo, hecho que imposibilitó la identificación inmediata.

## Investigación
El sábado 1 de diciembre, Helena había quedado con su padre, Joan Jubany (Mataró, 1945), para comer en Mataró. Al ver que no aparecía, decidió llamarla pero no contestó. El domingo, día 2, había quedado con una amiga, tampoco apareció. Su padre, preocupado, se desplazó hasta el piso de Sabadell, sin encontrarla. Como era domingo, esperó al lunes para contactar con su lugar de trabajo, donde le informaron de que el viernes no se había presentado a trabajar. A raíz de esto, el padre de la víctima denunció la desaparición. Fue gracias a la denuncia que la policía pudo identificar el cadáver encontrado el día anterior.
La causa fue asumida por el juez Manuel Horacio García, del Juzgado de Instrucción número 3 de Sabadell. Las primeras indagaciones de la policía apuntaban a que la víctima "cayó" desde la terraza comunitaria de un inmueble de la calle Calvet d'Estrella, 48, donde se encontraron cabellos de la víctima. Las ropas de Jubany aparecieron plegadas en la terraza. Las quemaduras fueron provocadas presumiblemente antes de ser lanzada al solar situado a la confluencia de las calles Calvet d'Estrella y Güell i Ferrer. También se le encontró una sustancia blanquecina en la vagina, pero la investigación no aclaró de que se trataba.
Su muerte causó un fuerte impacto en la capital del Maresme, donde la víctima era bastante conocida en ambientes culturales. Los primeros interrogatorios a familiares, a su entorno laboral, a vecinos y amistades permitieron a la policía determinar que  había una persona que tenía relación entre el lugar donde fue encontrado el cadáver y la propia Helena Jubany. Se trataba de Montserrat Careta y Herrera, quien tenía domicilio en la misma calle Calvet d'Estrella, concretamente en el inmueble desde la terraza del cual fue presuntamente lanzada la víctima. Las investigaciones apuntaron a un triángulo donde estaban relacionados Montserrat Careta, Santi Laiglesia, abogado criminalista y compañero sentimental de Careta, y Ana Echaguivel Rad. Todos se conocían del grupo de naturaleza de la Unión Excursionista de Sabadell.
También se apuntó que las notas manuscritas podrían haber sido escritas por Montserrat Careta, y parte del segundo escrito, por la otra acusada, Ana Echaguivel. Ninguno de los imputados pudo justificar dónde estaba la noche de los hechos, y por qué no habían ido a trabajar la mañana del lunes, 3 de diciembre. Tanto Careta como Laiglesia participaron el día 2 de diciembre en una excursión de la UES, a pesar de que no estaban inscritos previamente.

### Detenciones y suicidio
El 12 de febrero de 2002 Montserrat Careta fue detenida como presunta autora del crimen. Fue enviada a prisión preventiva sin fianza en la prisión de Wad-Ras de Barcelona. En su piso se encontraron dos botes de Noctamid, un psicofármaco de efectos hipnóticos que contiene benzodiazepina, la misma sustancia que se había encontrado en el cuerpo de la víctima. La Policía Nacional también localizó una caja de cerillas como las que se habían encontrado a la azotea y que, supuestamente, habían servido para quemar a Helena. Durante su estancia en prisión, Careta siempre defendió su inocencia a través de las cartas que enviaba a familiares y amigos.
Mientras Careta estaba en prisión, el juez encausó a Santiago Laiglesia y a Ana Echaguivel. El 23 de marzo se detuvo a Echaguivel, entonces de 32 años y vecina de Sabadell, cuando una prueba de caligrafía determinó que era la autora de la primera mitad del segundo anónimo que Jubany había recibido las semanas previas a su muerte.
El 7 de mayo de 2002, Montserrat Careta fue encontrada muerta colgada en el lavabo de su celda en la prisión de Wad-Ras de Barcelona, según informó su abogado, Joaquim Escudé. Dejó una nota donde aseguró que era inocente del homicidio que se le atribuía. Tenía una cuerda de nilón ligada al cuello. Ana Echaguivel, también en prisión preventiva, fue puesta en libertad con cargos a los pocos días, en junio de 2002.
En el otoño de 2002 se levantó el secreto de sumario, y los familiares de Helena Jubany hicieron una rueda de prensa el 3 de octubre, donde el abogado de la familia, Pep Manté, informó de una posible hipótesis homicida atribuible a un "juego de rol". El representante legal de la familia sostuvo que en ningún caso la joven sospechó que formaba parte del juego macabro que desembocaría en su muerte. Afirmó que Jubany había comentado que recibía anónimos pero que no estaba asustada, solo intrigada e interesada.
La investigación continuaba abierta, para determinar los hechos ocurridos entre las doce del mediodía del 30 de noviembre y las nueve de la mañana del 2 de diciembre, cuando fue encontrado el cadáver. También mencionó que Santi Laiglesia, que podría ser considerado coautor material del asesinato de la chica, no constaba en ninguno de las casi 1.000 hojas del sumario. El abogado de Laiglesia, Joaquim Escuder, declaró «Vete a saber si sabremos alguna vez lo que pasó».

### Archivo de la causa
La causa fue finalmente archivada en octubre del 2005, cuando el juez consideró que la “solidez de las pruebas” no era “suficiente” para sustentar la acusación, que también pesaba sobre el compañero sentimental de Careta, Santiago Laiglesia Pla, y sobre Ana Echaguivel, todos ellos miembros de la UES.
En 2017 dos estudiantes de periodismo, Anna Prats y Iago Garcia, intentaron recopilar toda la información con la voluntad de que alguien pueda esclarecer los hechos. Es curioso que tanto la familia de la víctima como la de Montserrat Careta, presunta autora de los hechos, consideran que el autor o autores del asesinato “continúan libres”. Familiares de Careta apuntan que Laiglesia, abogado y criminólogo, también dormía casi siempre en el mismo edificio donde ocurrieron los hechos y, de acuerdo con la familia Careta, tenía llaves del domicilio. Además, según la familia, la caja de cerillas y la de Noctamid estaban perfectamente colocadas para provocar rápidas y fáciles conclusiones dos meses después de los hechos. Además, los resultados de la primera prueba caligráfica fueron desestimados por estudios hechos posteriormente.

### Petición de reapertura
Los familiares de Jubany y de Careta piden la reapertura del caso, argumentando irregularidades en la investigación. Cuestionan por qué no se tomaron huellas dactilares ni en el piso ni en el coche de Helena, ni tampoco en la azotea, y por qué se tardaron horas en registrar el piso de Montse Careta, tras su detención. También argumentan que las pruebas parecían "preparadas", puesto que si Montse Careta efectivamente hubiera suministrado los fármacos a Jubany y realizado las quemaduras, no habría dejado ambas pruebas inculpatorias en su casa durante más de dos meses.
Otra argumentación que añaden es que, aunque Careta fuera culpable, su complexión pequeña no le hubiera permitido cometer el crimen ella sola, puesto que, tal como se describe en el sumario, no habría tenido bastante fuerza para subir el cuerpo inconsciente de Helena Jubany por las escaleras. Vivía en el tercer piso y se subió el cuerpo hasta la azotea, situada en un cuarto piso de una finca sin ascensor. Tampoco hubiera tenido fuerza para, una vez allí, levantarlo y lanzarlo al vacío. En diciembre de 2018 se publicó un estudio lingüístico donde se descarta que los anónimos recibidos fueran escritos por Montse Careta. De hecho, un agente de la Policía Nacional cree firmemente que el asesino es Santiago Laiglesia.
Finalmente el 3 de agosto de 2020 el juzgado de primera instancia n° 2 de Sabadell dicta la reapertura de la investigación por el asesinato de Helena Jubany.

El delito prescribió en 2021, excepto para las personas imputadas (Santiago Laiglesia, Ana Echaguivel y Xavi Jiménez), para quienes prescribe en 2025.
El 13 de junio de 2023, el juez del Juzgado de Primera Instancia 2 de Sabadell (Barcelona) confirma que las pruebas de ADN que comparaban el perfil genético de Santi LaIglesia con los restos encontrados en el jersey de Helena Jubany han sido negativos.

El 8 de noviembre de 2024, según un estudio realizado con la Unidad Central de Análisis Científicas de la Policía Nacional concluye que “es 24 veces más probable que el ADN encontrado en el jersey sea de Santiago Laiglesia que que no lo sea”. En cambio, del otro investigado en el caso, Xavi Jiménez, no se ha encontrado ADN. Ahora la familia de Jubany estudia con su abogado, Benet Salellas, los próximos pasos a dar en el procedimiento judicial.

## Legado
El año 2007 se creó la Asociación Cultural Helena Jubany para mantener vivo su recuerdo. Organiza anualmente un premio literario, un galardón de narración corta o de recopilación de cuentos para ser contados que se entrega cada año en Mataró.